# Circuitul ATP 2016
Circuitul ATP 2016 este circuitul profesionist de elită organizat de ATP pentru sezonul de tenis 2016. Calendarul circuitului ATP Tour 2016 cuprinde turneele de Grand Slam (monitorizate de Federația Internațională de Tenis (ITF), turneele ATP World Tour Masters 1000, ATP World Tour 500, ATP World Tour 250, Cupa Davis (organizată de ITF) Turneul Campionilor la tenis, precum și concursul de tenis de la Jocurile Olimpice de vară. De asemenea, inclusă în calendarul 2016 este Cupa Hopman organizată de ITF și care nu oferă puncte în clasament.

## Calendar
Acesta este programul complet al evenimentelor din calendarul 2016, cu progresia jucătoarelor documentată din faza sferturilor de finală.
Legendă
| Turneele de Grand Slam       |
| Jocurile Olimpice de vară    |
| Turneul Campionilor la tenis |
| ATP World Tour Masters 1000  |
| ATP World Tour 500           |
| ATP World Tour 250           |
| Eveniment pe echipe          |

### Ianuarie
| Săptămâna cu            | Turneu                                                                                             | Campioni                                    | Finaliști                         | Semifinaliști                                                          | Sfertfinaliști                                                                   |
| ----------------------- | -------------------------------------------------------------------------------------------------- | ------------------------------------------- | --------------------------------- | ---------------------------------------------------------------------- | -------------------------------------------------------------------------------- |
| 4 ianuarie              | Hopman Cup Perth, Australia ITF Mixed Teams Championships $1,000,000 – Dură (i) – 8 echipe (RR)    | Australia Verde 2–0                         | Ucraina                           | Round robin (Grupa A) Cehia Australia Auriu Statele Unite ale Americii | Round robin (Grupa B) Regatul Unit Franța Germania                               |
| 4 ianuarie              | Brisbane International Brisbane, Australia ATP World Tour 250 – Dură – 28S/32Q/16D Simplu - Dublu  | Milos Raonic 6–4, 6–4                       | Roger Federer                     | Dominic Thiem Bernard Tomic                                            | Grigor Dimitrov Marin Čilić Lucas Pouille Kei Nishikori                          |
| 4 ianuarie              | Brisbane International Brisbane, Australia ATP World Tour 250 – Dură – 28S/32Q/16D Simplu - Dublu  | Henri Kontinen John Peers 7–6(7–4), 6–1     | James Duckworth Chris Guccione    | Dominic Thiem Bernard Tomic                                            | Grigor Dimitrov Marin Čilić Lucas Pouille Kei Nishikori                          |
| 4 ianuarie              | Aircel Chennai Open Chennai, India ATP World Tour 250 $ – Dură – 28S/32Q/16D Simplu - Dublu        | Stanislas Wawrinka 6–3, 7–5                 | Borna Ćorić                       | Benoît Paire Aljaž Bedene                                              | Guillermo García-López Thomas Fabbiano Roberto Bautista Agut Ramkumar Ramanathan |
| 4 ianuarie              | Aircel Chennai Open Chennai, India ATP World Tour 250 $ – Dură – 28S/32Q/16D Simplu - Dublu        | Olivier Marach Fabrice Martin 6–3, 7–5      | Austin Krajicek Benoît Paire      | Benoît Paire Aljaž Bedene                                              | Guillermo García-López Thomas Fabbiano Roberto Bautista Agut Ramkumar Ramanathan |
| 4 ianuarie              | Qatar ExxonMobil Open Doha, Qatar ATP World Tour 250 – Dură – 32S/32Q/16D Simplu - Dublu           | Novak Djokovic 6–1, 6–2                     | Rafael Nadal                      | Tomáš Berdych Illya Marchenko                                          | Leonardo Mayer Kyle Edmund Jérémy Chardy Andrey Kuznetsov                        |
| 4 ianuarie              | Qatar ExxonMobil Open Doha, Qatar ATP World Tour 250 – Dură – 32S/32Q/16D Simplu - Dublu           | Feliciano López Marc López 6–4, 6–3         | Philipp Petzschner Alexander Peya | Tomáš Berdych Illya Marchenko                                          | Leonardo Mayer Kyle Edmund Jérémy Chardy Andrey Kuznetsov                        |
| 11 ianuarie             | ASB Classic Auckland, Noua Zeelandă ATP World Tour 250 – Dură – 28S/32Q/16D Simplu - Dublu         | Roberto Bautista Agut 6–1, 1–0 ret.         | Jack Sock                         | David Ferrer Jo-Wilfried Tsonga                                        | Lukáš Rosol Kevin Anderson John Isner Fabio Fognini                              |
| 11 ianuarie             | ASB Classic Auckland, Noua Zeelandă ATP World Tour 250 – Dură – 28S/32Q/16D Simplu - Dublu         | Mate Pavić Michael Venus 7–5, 6–4           | Eric Butorac Scott Lipsky         | David Ferrer Jo-Wilfried Tsonga                                        | Lukáš Rosol Kevin Anderson John Isner Fabio Fognini                              |
| 11 ianuarie             | Apia International Sydney Sydney, Australia ATP World Tour 250 – Dură – 28S/32Q/16D Simplu - Dublu | Viktor Troicki 2–6, 6–1, 7–6(9–7)           | Grigor Dimitrov                   | Teymuraz Gabashvili Gilles Müller                                      | Bernard Tomic Nicolas Mahut Alexandr Dolgopolov Jérémy Chardy                    |
| 11 ianuarie             | Apia International Sydney Sydney, Australia ATP World Tour 250 – Dură – 28S/32Q/16D Simplu - Dublu | Jamie Murray Bruno Soares 6–3, 7–6(8–6)     | Rohan Bopanna Florin Mergea       | Teymuraz Gabashvili Gilles Müller                                      | Bernard Tomic Nicolas Mahut Alexandr Dolgopolov Jérémy Chardy                    |
| 18 ianuarie 25 ianuarie | Australian Open Melbourne, Australia Grand Slam – Dură 128S/128Q/64D/32X Simplu - Dublu – Mixt     | Novak Djokovic 6–1, 7–5, 7–6(7–3)           | Andy Murray                       | Roger Federer Milos Raonic                                             | Kei Nishikori Tomáš Berdych Gaël Monfils David Ferrer                            |
| 18 ianuarie 25 ianuarie | Australian Open Melbourne, Australia Grand Slam – Dură 128S/128Q/64D/32X Simplu - Dublu – Mixt     | Jamie Murray Bruno Soares 2–6, 6–4, 7–5     | Daniel Nestor Radek Štěpánek      | Roger Federer Milos Raonic                                             | Kei Nishikori Tomáš Berdych Gaël Monfils David Ferrer                            |
| 18 ianuarie 25 ianuarie | Australian Open Melbourne, Australia Grand Slam – Dură 128S/128Q/64D/32X Simplu - Dublu – Mixt     | Elena Vesnina Bruno Soares 6–4, 4–6, [10–5] | Coco Vandeweghe Horia Tecău       | Roger Federer Milos Raonic                                             | Kei Nishikori Tomáš Berdych Gaël Monfils David Ferrer                            |

### Februarie
| Săptămâna cu | Turneu | Campioni | Finaliști                                                                                              | Semifinaliști                         | Sfertfinaliști                                                              |
| ------------ | --- | --- | --- | ------------------------------------- | --------------------------------------------------------------------------- |
| 1 februarie  | Open Sud de France Montpellier, Franța ATP World Tour 250 – Dură (i) – 28S/32Q/16D Simplu - Dublu | Richard Gasquet 7–5, 6–4 | Paul-Henri Mathieu                                                                                     | Dustin Brown Alexander Zverev         | Marcos Baghdatis Ruben Bemelmans John Millman Michael Berrer                |
| 1 februarie  | Open Sud de France Montpellier, Franța ATP World Tour 250 – Dură (i) – 28S/32Q/16D Simplu - Dublu | Mate Pavić Michael Venus 7–5, 7–6(7–4) | Alexander Zverev Mischa Zverev                                                                         | Dustin Brown Alexander Zverev         | Marcos Baghdatis Ruben Bemelmans John Millman Michael Berrer                |
| 1 februarie  | Ecuador Open Quito Quito, Ecuador ATP World Tour 250 – Zgură (roșie) – 28S/32Q/16D Simplu - Dublu | Roberto Bautista Agut 6–3, 6–4 | Viktor Troicki                                                                                         | Gilles Müller Martin Kližan           | Adrian Mannarino Guillermo García-López Andreas Seppi Philipp Kohlschreiber |
| 1 februarie  | Ecuador Open Quito Quito, Ecuador ATP World Tour 250 – Zgură (roșie) – 28S/32Q/16D Simplu - Dublu | Wesley Koolhof Matwé Middelkoop 5–7, 7–6(11–9), [10–6]                                                                                          | Philipp Oswald Adil Shamasdin                                                                          | Gilles Müller Martin Kližan           | Adrian Mannarino Guillermo García-López Andreas Seppi Philipp Kohlschreiber |
| 1 februarie  | Sofia Open Sofia, Bulgaria ATP World Tour 250 – Dură (i) – 28S/32Q/16D Simplu - Dublu | Víctor Estrella Burgos 4–6, 7–6(7–5), 6–2 | Thomaz Bellucci                                                                                        | Paolo Lorenzi Albert Ramos            | Bernard Tomic Pablo Carreño Renzo Olivo Feliciano López                     |
| 1 februarie  | Sofia Open Sofia, Bulgaria ATP World Tour 250 – Dură (i) – 28S/32Q/16D Simplu - Dublu | Pablo Carreño Guillermo Durán 7–5, 6–4 | Thomaz Bellucci Marcelo Demoliner                                                                      | Paolo Lorenzi Albert Ramos            | Bernard Tomic Pablo Carreño Renzo Olivo Feliciano López                     |
| 8 februarie  | ABN AMRO World Tennis Tournament Rotterdam, Olanda ATP World Tour 500 – Dură (i) – 32S/16Q/16D Simplu - Dublu | Martin Kližan 6–7(1–7), 6–3, 6–1 | Gaël Monfils                                                                                           | Nicolas Mahut Philipp Kohlschreiber   | Viktor Troicki Roberto Bautista Agut Alexander Zverev Marin Čilić           |
| 8 februarie  | ABN AMRO World Tennis Tournament Rotterdam, Olanda ATP World Tour 500 – Dură (i) – 32S/16Q/16D Simplu - Dublu | Nicolas Mahut Vasek Pospisil 7–6(7–2), 6–4 | Philipp Petzschner Alexander Peya                                                                      | Nicolas Mahut Philipp Kohlschreiber   | Viktor Troicki Roberto Bautista Agut Alexander Zverev Marin Čilić           |
| 8 februarie  | U.S. National Indoor Tennis Championships Memphis, SUA ATP World Tour 250 – Hard (i) – 28S/32Q/16D Simplu - Dublu | Kei Nishikori 6–4, 6–4 | Taylor Fritz                                                                                           | Sam Querrey Ričardas Berankis         | Mikhail Kukushkin Yoshihito Nishioka Donald Young Benjamin Becker           |
| 8 februarie  | U.S. National Indoor Tennis Championships Memphis, SUA ATP World Tour 250 – Hard (i) – 28S/32Q/16D Simplu - Dublu | Mariusz Fyrstenberg Santiago González 6–4, 6–4                                                                                                  | Steve Johnson Sam Querrey                                                                              | Sam Querrey Ričardas Berankis         | Mikhail Kukushkin Yoshihito Nishioka Donald Young Benjamin Becker           |
| 8 februarie  | Argentina Open Buenos Aires, Argentina ATP World Tour 250 – Clay (Red) – 32S/32Q/16D Simplu - Dublu | Dominic Thiem 7–6(7–2), 3–6, 7–6(7–4) | Nicolás Almagro                                                                                        | Rafael Nadal David Ferrer             | Paolo Lorenzi Dušan Lajović Jo-Wilfried Tsonga Pablo Cuevas                 |
| 8 februarie  | Argentina Open Buenos Aires, Argentina ATP World Tour 250 – Clay (Red) – 32S/32Q/16D Simplu - Dublu | Juan Sebastián Cabal Robert Farah 6–3, 6–0 | Iñigo Cervantes Paolo Lorenzi                                                                          | Rafael Nadal David Ferrer             | Paolo Lorenzi Dušan Lajović Jo-Wilfried Tsonga Pablo Cuevas                 |
| 15 februarie | Rio Open presented by Claro Rio de Janeiro, Brazilia ATP World Tour 500 – Zgură (roșie)– 32S/16Q/16D Simplu - Dublu | Pablo Cuevas 6–4, 6–7(5–7), 6–4 | Guido Pella                                                                                            | Rafael Nadal Dominic Thiem            | Alexandr Dolgopolov Federico Delbonis Daniel Gimeno-Traver David Ferrer     |
| 15 februarie | Rio Open presented by Claro Rio de Janeiro, Brazilia ATP World Tour 500 – Zgură (roșie)– 32S/16Q/16D Simplu - Dublu | Juan Sebastián Cabal Robert Farah 7–6(7–5), 6–1                                                                                                 | Pablo Carreño Busta David Marrero                                                                      | Rafael Nadal Dominic Thiem            | Alexandr Dolgopolov Federico Delbonis Daniel Gimeno-Traver David Ferrer     |
| 15 februarie | Delray Beach Open Delray Beach, SUA ATP World Tour 250 – Dură – 32S/32Q/16D Simplu - Dublu | Sam Querrey 6–4, 7–6(8–6) | Rajeev Ram                                                                                             | Juan Martín del Potro Grigor Dimitrov | Tim Smyczek Jérémy Chardy Adrian Mannarino Benjamin Becker                  |
| 15 februarie | Delray Beach Open Delray Beach, SUA ATP World Tour 250 – Dură – 32S/32Q/16D Simplu - Dublu | Oliver Marach Fabrice Martin 3–6, 7–6(9–7), [13–11]                                                                                             | Bob Bryan Mike Bryan                                                                                   | Juan Martín del Potro Grigor Dimitrov | Tim Smyczek Jérémy Chardy Adrian Mannarino Benjamin Becker                  |
| 15 februarie | Open 13 Marsilia, Franța ATP World Tour 250 – Dură (i) – 28S/32Q/16D Simplu - Dublu | Nick Kyrgios 6–2, 7–6(7–3) | Marin Čilić                                                                                            | Benoît Paire Tomáš Berdych            | Stan Wawrinka Andrey Kuznetsov Richard Gasquet David Goffin                 |
| 15 februarie | Open 13 Marsilia, Franța ATP World Tour 250 – Dură (i) – 28S/32Q/16D Simplu - Dublu | Mate Pavić Michael Venus 6–2, 6–3 | Jonathan Erlich Colin Fleming                                                                          | Benoît Paire Tomáš Berdych            | Stan Wawrinka Andrey Kuznetsov Richard Gasquet David Goffin                 |
| 22 februarie | Abierto Mexicano Telcel Acapulco, Mexic ATP World Tour 500 – Dură – 32S/16Q/16D Simplu - Dublu | Dominic Thiem 7–6(8–6), 4–6, 6–3 | Bernard Tomic                                                                                          | Alexandr Dolgopolov Sam Querrey       | Robin Haase Illya Marchenko Grigor Dimitrov Taylor Fritz                    |
| 22 februarie | Abierto Mexicano Telcel Acapulco, Mexic ATP World Tour 500 – Dură – 32S/16Q/16D Simplu - Dublu | Treat Huey Max Mirnyi 7–6(7–5), 6–3 | Philipp Petzschner Alexander Peya                                                                      | Alexandr Dolgopolov Sam Querrey       | Robin Haase Illya Marchenko Grigor Dimitrov Taylor Fritz                    |
| 22 februarie | Dubai Duty Free Tennis Championships Dubai, Emiratele Arabe Unite ATP World Tour 500 – Dură – 32S/16Q/16D Simplu - Dublu | Stan Wawrinka 6–4, 7–6(15–13) | Marcos Baghdatis                                                                                       | Feliciano López Nick Kyrgios          | Novak Djokovic Roberto Bautista Agut Tomáš Berdych Philipp Kohlschreiber    |
| 22 februarie | Dubai Duty Free Tennis Championships Dubai, Emiratele Arabe Unite ATP World Tour 500 – Dură – 32S/16Q/16D Simplu - Dublu | Simone Bolelli Andreas Seppi 6–2, 3–6, [14–12]                                                                                                  | Feliciano López Marc López                                                                             | Feliciano López Nick Kyrgios          | Novak Djokovic Roberto Bautista Agut Tomáš Berdych Philipp Kohlschreiber    |
| 22 februarie | Brasil Open São Paulo, Brazilia ATP World Tour 250 – Zgură (roșie) (i) – 28S/32Q/16D Simplu - Dublu | Pablo Cuevas 7–6(7–4), 6–3 | Pablo Carreño Busta                                                                                    | Dušan Lajović Iñigo Cervantes         | Gastão Elias Thiago Monteiro Federico Delbonis Roberto Carballés Baena      |
| 22 februarie | Brasil Open São Paulo, Brazilia ATP World Tour 250 – Zgură (roșie) (i) – 28S/32Q/16D Simplu - Dublu | Julio Peralta Horacio Zeballos 4–6, 6–1, [10–5]                                                                                                 | Pablo Carreño Busta David Marrero                                                                      | Dušan Lajović Iñigo Cervantes         | Gastão Elias Thiago Monteiro Federico Delbonis Roberto Carballés Baena      |
| 29 februarie | Cupa Davis Birmingham, Marea Britanie – Dură (i) Belgrad, Serbia – Dură (i) Pesaro, Italia – Zgură (i) Gdańsk, Polonia – Dură (i) Baie-Mahault, Franța – Zgură Hanovra, Germania – Hard (i) Kooyong, Australia – Iarbă Liège, Belgia – Zgură (i) | Câștigătoare în primul tur Regatul Unit 3–1 Serbia 3–2 Italia 5–0 Argentina 3–2 Franța 5–0 Cehia 3–2 Statele Unite ale Americii 3–1 Croația 3–2 | Învinse în primul tur Japonia · Kazahstan · Elveția · Polonia · Canada · Germania · Australia · Belgia |                                       |                                                                             |

### Martie
| Săptămâna cu        | Turneu                                                                                                 | Campioni                                             | Finaliști                | Semifinaliști             | Sfertfinaliști                                            |
| ------------------- | --- | ---------------------------------------------------- | ------------------------ | ------------------------- | --------------------------------------------------------- |
| 7 martie 14 martie  | Indian Wells Masters Indian Wells, SUA ATP World Tour Masters 1000 – Dură – 96S/48Q/32D Simplu - Dublu | Novak Djokovic 6–2, 6–0                              | Milos Raonic             | Rafael Nadal David Goffin | Jo-Wilfried Tsonga Kei Nishikori Marin Čilić Gaël Monfils |
| 7 martie 14 martie  | Indian Wells Masters Indian Wells, SUA ATP World Tour Masters 1000 – Dură – 96S/48Q/32D Simplu - Dublu | Pierre-Hugues Herbert Nicolas Mahut 6–3, 7–6(7–5)    | Vasek Pospisil Jack Sock | Rafael Nadal David Goffin | Jo-Wilfried Tsonga Kei Nishikori Marin Čilić Gaël Monfils |
| 21 martie 28 martie | Miami Open Miami, SUA ATP World Tour Masters 1000 – Dură – 96S/48Q/32D Simplu - Dublu                  | Novak Djokovic 6–3, 6–3                              | Kei Nishikori            | David Goffin Nick Kyrgios | Tomáš Berdych Gilles Simon Milos Raonic Gaël Monfils      |
| 21 martie 28 martie | Miami Open Miami, SUA ATP World Tour Masters 1000 – Dură – 96S/48Q/32D Simplu - Dublu                  | Pierre-Hugues Herbert Nicolas Mahut 5–7, 6–1, [10–7] | Raven Klaasen Rajeev Ram | David Goffin Nick Kyrgios | Tomáš Berdych Gilles Simon Milos Raonic Gaël Monfils      |

### Aprilie
| Săptămâna cu | Turneu | Campioni                                             | Finaliști                                | Semifinaliști                            | Sfertfinaliști                                                               |
| ------------ | --- | ---------------------------------------------------- | ---------------------------------------- | ---------------------------------------- | ---------------------------------------------------------------------------- |
| 4 aprilie    | Grand Prix Hassan II Casablanca, Maroc ATP World Tour 250 – Zgură (roșie) – 28S/32Q/16D Simplu - Dublu                 | Federico Delbonis 6–2, 6–4                           | Borna Ćorić                              | Jiří Veselý Albert Montañés              | Guillermo García-López Paul-Henri Mathieu Pablo Carreño Busta Facundo Bagnis |
| 4 aprilie    | Grand Prix Hassan II Casablanca, Maroc ATP World Tour 250 – Zgură (roșie) – 28S/32Q/16D Simplu - Dublu                 | Guillermo Durán Máximo González 6–2, 3–6, [10–6]     | Marin Draganja Aisam-ul-Haq Qureshi      | Jiří Veselý Albert Montañés              | Guillermo García-López Paul-Henri Mathieu Pablo Carreño Busta Facundo Bagnis |
| 4 aprilie    | U.S. Men's Clay Court Championships Houston, SUA ATP World Tour 250 – Zgură (maro) – 28S/32Q/16D Simplu - Dublu        | Juan Mónaco 3–6, 6–3, 7–5                            | Jack Sock                                | John Isner Feliciano López               | Chung Hyeon Marcos Baghdatis Tim Smyczek Sam Querrey                         |
| 4 aprilie    | U.S. Men's Clay Court Championships Houston, SUA ATP World Tour 250 – Zgură (maro) – 28S/32Q/16D Simplu - Dublu        | Bob Bryan Mike Bryan 4–6, 6–3, [10–8]                | Víctor Estrella Burgos Santiago González | John Isner Feliciano López               | Chung Hyeon Marcos Baghdatis Tim Smyczek Sam Querrey                         |
| 11 aprilie   | Monte-Carlo Rolex Masters Monte Carlo, Monaco ATP World Tour Masters 1000 – Zgură (roșie) – 56S/28Q/24D Simplu - Dublu | Rafael Nadal 7–5, 5–7, 6–0                           | Gaël Monfils                             | Jo-Wilfried Tsonga Andy Murray           | Marcel Granollers Roger Federer Stan Wawrinka Milos Raonic                   |
| 11 aprilie   | Monte-Carlo Rolex Masters Monte Carlo, Monaco ATP World Tour Masters 1000 – Zgură (roșie) – 56S/28Q/24D Simplu - Dublu | Pierre-Hugues Herbert Nicolas Mahut 4–6, 6–0, [10–6] | Jamie Murray Bruno Soares                | Jo-Wilfried Tsonga Andy Murray           | Marcel Granollers Roger Federer Stan Wawrinka Milos Raonic                   |
| 18 aprilie   | Barcelona Open BancSabadell Barcelona, Spania ATP World Tour 500 – Zgură (roșie) – 48S/28Q/24D Simplu - Dublu          | Rafael Nadal 6–4, 7–5                                | Kei Nishikori                            | Philipp Kohlschreiber Benoît Paire       | Fabio Fognini Andrey Kuznetsov Malek Jaziri Alexandr Dolgopolov              |
| 18 aprilie   | Barcelona Open BancSabadell Barcelona, Spania ATP World Tour 500 – Zgură (roșie) – 48S/28Q/24D Simplu - Dublu          | Bob Bryan Mike Bryan 7–5, 7–5                        | Pablo Cuevas Marcel Granollers           | Philipp Kohlschreiber Benoît Paire       | Fabio Fognini Andrey Kuznetsov Malek Jaziri Alexandr Dolgopolov              |
| 18 aprilie   | BRD Năstase Țiriac Trophy București, România ATP World Tour 250 – Zgură (roșie) – 28S/32Q/16D Simplu - Dublu           | Fernando Verdasco 6–3, 6–2                           | Lucas Pouille                            | Guillermo García-López Federico Delbonis | Robin Haase Guido Pella Marco Cecchinato Paolo Lorenzi                       |
| 18 aprilie   | BRD Năstase Țiriac Trophy București, România ATP World Tour 250 – Zgură (roșie) – 28S/32Q/16D Simplu - Dublu           | Florin Mergea Horia Tecău 7–5, 6–4                   | Chris Guccione André Sá                  | Guillermo García-López Federico Delbonis | Robin Haase Guido Pella Marco Cecchinato Paolo Lorenzi                       |
| 25 aprilie   | Millennium Estoril Open Cascais, Portugalia ATP World Tour 250 – Zgură (roșie) – 28S/32Q/16D Simplu - Dublu            | Nicolás Almagro 6–7(6–8), 7–6(7–5), 6–3              | Pablo Carreño Busta                      | Benoît Paire Nick Kyrgios                | Gilles Simon Guillermo García-López Leonardo Mayer Borna Ćorić               |
| 25 aprilie   | Millennium Estoril Open Cascais, Portugalia ATP World Tour 250 – Zgură (roșie) – 28S/32Q/16D Simplu - Dublu            | Eric Butorac Scott Lipsky 6–4, 3–6, [10–8]           | Łukasz Kubot Marcin Matkowski            | Benoît Paire Nick Kyrgios                | Gilles Simon Guillermo García-López Leonardo Mayer Borna Ćorić               |
| 25 aprilie   | TEB BNP Paribas Istanbul Open Istanbul, Turcia ATP World Tour 250 – Zgură (roșie) – 28S/32Q/16D Simplu - Dublu         | Diego Schwartzman 6–7(5–7), 7–6(7–4), 6–0            | Grigor Dimitrov                          | Federico Delbonis Ivo Karlović           | Damir Džumhur Albert Ramos-Viñolas Marcel Granollers Jiří Veselý             |
| 25 aprilie   | TEB BNP Paribas Istanbul Open Istanbul, Turcia ATP World Tour 250 – Zgură (roșie) – 28S/32Q/16D Simplu - Dublu         | Flavio Cipolla Dudi Sela 6–3, 5–7, [10–7]            | Andrés Molteni Diego Schwartzman         | Federico Delbonis Ivo Karlović           | Damir Džumhur Albert Ramos-Viñolas Marcel Granollers Jiří Veselý             |
| 25 aprilie   | BMW Open München, Germania ATP World Tour 250 – Zgură (roșie) – 28S/32Q/16D Simplu - Dublu                             | Philipp Kohlschreiber 7–6(9–7), 4–6, 7–6(7–4)        | Dominic Thiem                            | Alexander Zverev Fabio Fognini           | David Goffin Ivan Dodig Juan Martín del Potro Jozef Kovalík                  |
| 25 aprilie   | BMW Open München, Germania ATP World Tour 250 – Zgură (roșie) – 28S/32Q/16D Simplu - Dublu                             | Henri Kontinen John Peers 6–3, 3–6, [10–7]           | Juan Sebastián Cabal Robert Farah        | Alexander Zverev Fabio Fognini           | David Goffin Ivan Dodig Juan Martín del Potro Jozef Kovalík                  |

### Mai
| Săptămâna cu  | Turneu | Campioni                                           | Finaliști                   | Semifinaliști               | Sfertfinaliști                                                                |
| ------------- | --- | -------------------------------------------------- | --------------------------- | --------------------------- | ----------------------------------------------------------------------------- |
| 2 mai         | Mutua Madrid Open Madrid, Spania ATP World Tour Masters 1000 – Zgură (roșie) – 56S/28Q/24D Simplu - Dublu         | Novak Djokovic 6–2, 3–6, 6–3                       | Andy Murray                 | Kei Nishikori Rafael Nadal  | Milos Raonic Nick Kyrgios João Sousa Tomáš Berdych                            |
| 2 mai         | Mutua Madrid Open Madrid, Spania ATP World Tour Masters 1000 – Zgură (roșie) – 56S/28Q/24D Simplu - Dublu         | Jean-Julien Rojer Horia Tecău 6–4, 7–6(7–5)        | Rohan Bopanna Florin Mergea | Kei Nishikori Rafael Nadal  | Milos Raonic Nick Kyrgios João Sousa Tomáš Berdych                            |
| 9 mai         | Internazionali BNL d'Italia Roma, Italia ATP World Tour Masters 1000 – Zgură (roșie) – 56S/28Q/24D Simplu - Dublu | Andy Murray 6–3, 6–3                               | Novak Djokovic              | Kei Nishikori Lucas Pouille | Rafael Nadal Dominic Thiem Juan Mónaco David Goffin                           |
| 9 mai         | Internazionali BNL d'Italia Roma, Italia ATP World Tour Masters 1000 – Zgură (roșie) – 56S/28Q/24D Simplu - Dublu | Bob Bryan Mike Bryan 2–6, 6–3, [10–7]              | Vasek Pospisil Jack Sock    | Kei Nishikori Lucas Pouille | Rafael Nadal Dominic Thiem Juan Mónaco David Goffin                           |
| 16 mai        | Geneva Open Geneva, Elveția ATP World Tour 250 – Zgură (roșie) – 28S/32Q/16D Simplu - Dublu                       | Stanislas Wawrinka 6–4, 7–6(13–11)                 | Marin Čilić                 | Lukáš Rosol David Ferrer    | Pablo Carreño Busta Andrey Kuznetsov Federico Delbonis Guillermo García-López |
| 16 mai        | Geneva Open Geneva, Elveția ATP World Tour 250 – Zgură (roșie) – 28S/32Q/16D Simplu - Dublu                       | Steve Johnson Sam Querrey 6–4, 6–1                 | Raven Klaasen Rajeev Ram    | Lukáš Rosol David Ferrer    | Pablo Carreño Busta Andrey Kuznetsov Federico Delbonis Guillermo García-López |
| 16 mai        | Open de Nice Côte d'Azur Nisa, Franța ATP World Tour 250 – Zgură (roșie) – 28S/32Q/16D Simplu - Dublu             | Dominic Thiem 6–3, 3–6, 6–0                        | Alexander Zverev            | Adrian Mannarino João Sousa | Andreas Seppi Guido Pella Kevin Anderson Gilles Simon                         |
| 16 mai        | Open de Nice Côte d'Azur Nisa, Franța ATP World Tour 250 – Zgură (roșie) – 28S/32Q/16D Simplu - Dublu             | Juan Sebastián Cabal Robert Farah 4–6, 6–4, [10–8] | Mate Pavić Michael Venus    | Adrian Mannarino João Sousa | Andreas Seppi Guido Pella Kevin Anderson Gilles Simon                         |
| 23 mai 30 mai | French Open Paris, Franța Grand Slam – Zgură (roșie) 128S/128Q/64D/32X Simplu - Dublu – Mixt                      | Novak Djokovic 3-6, 6-1, 6-2, 6-4                  | Andy Murray                 | Dominic Thiem Stan Wawrinka | Tomáš Berdych David Goffin Albert Ramos-Viñolas Richard Gasquet               |
| 23 mai 30 mai | French Open Paris, Franța Grand Slam – Zgură (roșie) 128S/128Q/64D/32X Simplu - Dublu – Mixt                      | Feliciano López Marc López 6–4, 6–7(6–8), 6–3      | Bob Bryan Mike Bryan        | Dominic Thiem Stan Wawrinka | Tomáš Berdych David Goffin Albert Ramos-Viñolas Richard Gasquet               |
| 23 mai 30 mai | French Open Paris, Franța Grand Slam – Zgură (roșie) 128S/128Q/64D/32X Simplu - Dublu – Mixt                      | Martina Hingis Leander Paes 4–6, 6–4, [10–8]       | Sania Mirza Ivan Dodig      | Dominic Thiem Stan Wawrinka | Tomáš Berdych David Goffin Albert Ramos-Viñolas Richard Gasquet               |

### Iunie
| Săptămâna cu     | Turneu | Campioni                                               | Finaliști                               | Semifinaliști                       | Sfertfinaliști                                                    |
| ---------------- | --- | ------------------------------------------------------ | --------------------------------------- | ----------------------------------- | ----------------------------------------------------------------- |
| 6 iunie          | Topshelf Open 's-Hertogenbosch, Olanda ATP World Tour 250 – Iarbă – 32S/32Q/16D Simplu - Dublu                       | Nicolas Mahut 6–4, 6–4                                 | Gilles Müller                           | Ivo Karlović Sam Querrey            | David Ferrer Adrian Mannarino Stefan Kozlov Bernard Tomic         |
| 6 iunie          | Topshelf Open 's-Hertogenbosch, Olanda ATP World Tour 250 – Iarbă – 32S/32Q/16D Simplu - Dublu                       | Mate Pavić Michael Venus 3–6, 6–3, [11–9]              | Dominic Inglot Raven Klaasen            | Ivo Karlović Sam Querrey            | David Ferrer Adrian Mannarino Stefan Kozlov Bernard Tomic         |
| 6 iunie          | MercedesCup Stuttgart, Germania ATP World Tour 250 – Iarbă – 28S/32Q/16D Simplu - Dublu                              | Dominic Thiem 6–7(2–7), 6–4, 6–4                       | Philipp Kohlschreiber                   | Roger Federer Juan Martín del Potro | Florian Mayer Mikhail Youzhny Gilles Simon Radek Štěpánek         |
| 6 iunie          | MercedesCup Stuttgart, Germania ATP World Tour 250 – Iarbă – 28S/32Q/16D Simplu - Dublu                              | Marcus Daniell Artem Sitak 6–7(4–7), 6–4, [10–8]       | Oliver Marach Fabrice Martin            | Roger Federer Juan Martín del Potro | Florian Mayer Mikhail Youzhny Gilles Simon Radek Štěpánek         |
| 13 iunie         | Gerry Weber Open Halle, Germania ATP World Tour 500 – Iarbă – 32S/16Q/16D Simplu - Dublu                             | Florian Mayer 6–2, 5–7, 6–3                            | Alexander Zverev                        | Roger Federer Dominic Thiem         | David Goffin Marcos Baghdatis Philipp Kohlschreiber Andreas Seppi |
| 13 iunie         | Gerry Weber Open Halle, Germania ATP World Tour 500 – Iarbă – 32S/16Q/16D Simplu - Dublu                             | Raven Klaasen Rajeev Ram 7–6(7–5), 6–2                 | Łukasz Kubot Alexander Peya             | Roger Federer Dominic Thiem         | David Goffin Marcos Baghdatis Philipp Kohlschreiber Andreas Seppi |
| 13 iunie         | Aegon Championships Londra, Marea Britanie ATP World Tour 500 – Iarbă – 56S/28Q/24D Simplu - Dublu                   | Andy Murray 6–7(5–7), 6–4, 6–3                         | Milos Raonic                            | Marin Čilić Bernard Tomic           | Kyle Edmund Steve Johnson Roberto Bautista Agut Gilles Müller     |
| 13 iunie         | Aegon Championships Londra, Marea Britanie ATP World Tour 500 – Iarbă – 56S/28Q/24D Simplu - Dublu                   | Pierre-Hugues Herbert Nicolas Mahut 6–3, 7–6(7–5)      | Chris Guccione André Sá                 | Marin Čilić Bernard Tomic           | Kyle Edmund Steve Johnson Roberto Bautista Agut Gilles Müller     |
| 20 iunie         | Aegon Open Nottingham Nottingham, Marea Britanie ATP World Tour 250 – Iarbă – 48S/32Q/16D Simplu - Dublu             | Steve Johnson 7–6(7–5), 7–5                            | Pablo Cuevas                            | Andreas Seppi Gilles Müller         | Kevin Anderson Dudi Sela Alexandr Dolgopolov Marcos Baghdatis     |
| 20 iunie         | Aegon Open Nottingham Nottingham, Marea Britanie ATP World Tour 250 – Iarbă – 48S/32Q/16D Simplu - Dublu             | Dominic Inglot Daniel Nestor 7–5, 7–6(7–4)             | Ivan Dodig Marcelo Melo                 | Andreas Seppi Gilles Müller         | Kevin Anderson Dudi Sela Alexandr Dolgopolov Marcos Baghdatis     |
| 27 iunie 4 iulie | The Championships, Wimbledon Londra, Marea Britanie Grand Slam £ – Iarbă 128S/128Q/64D/16Q/48X Simplu - Dublu – Mixt | Andy Murray 6–4, 7–6(7–3), 7–6(7–2)                    | Milos Raonic                            | Roger Federer Tomáš Berdych         | Sam Querrey Marin Čilić Lucas Pouille Jo-Wilfried Tsonga          |
| 27 iunie 4 iulie | The Championships, Wimbledon Londra, Marea Britanie Grand Slam £ – Iarbă 128S/128Q/64D/16Q/48X Simplu - Dublu – Mixt | Pierre-Hugues Herbert Nicolas Mahut 6–4, 7–6(7–1), 6–3 | Julien Benneteau Édouard Roger-Vasselin | Roger Federer Tomáš Berdych         | Sam Querrey Marin Čilić Lucas Pouille Jo-Wilfried Tsonga          |
| 27 iunie 4 iulie | The Championships, Wimbledon Londra, Marea Britanie Grand Slam £ – Iarbă 128S/128Q/64D/16Q/48X Simplu - Dublu – Mixt | Henri Kontinen Heather Watson 7–6(7–5), 6–4            | Robert Farah Anna-Lena Grönefeld        | Roger Federer Tomáš Berdych         | Sam Querrey Marin Čilić Lucas Pouille Jo-Wilfried Tsonga          |

### Iulie
| Săptămâna cu | Turneu | Campioni                                                | Finaliști                          | Semifinaliști                   | Sfertfinaliști                                                                       |
| ------------ | --- | ------------------------------------------------------- | ---------------------------------- | ------------------------------- | ------------------------------------------------------------------------------------ |
| 11 iulie     | Cupa Davis Sferturi de finală · TBA · TBA · TBA · TBA                                                      | Sfertur de finală vs. vs.                               | Sfertur de finală vs. vs.          |                                 |                                                                                      |
| 11 iulie     | bet-at-home Open Hamburg, Germania ATP World Tour 500 – Zgură (roșie) – 32S/16Q/16D Simplu - Dublu         | Martin Kližan 6–1, 6–4                                  | Pablo Cuevas                       | Renzo Olivo Stéphane Robert     | Philipp Kohlschreiber Paul-Henri Mathieu Guillermo García-López Daniel Gimeno-Traver |
| 11 iulie     | bet-at-home Open Hamburg, Germania ATP World Tour 500 – Zgură (roșie) – 32S/16Q/16D Simplu - Dublu         | Henri Kontinen John Peers 7–5, 6–3                      | Daniel Nestor Aisam-ul-Haq Qureshi | Renzo Olivo Stéphane Robert     | Philipp Kohlschreiber Paul-Henri Mathieu Guillermo García-López Daniel Gimeno-Traver |
| 11 iulie     | SkiStar Swedish Open Båstad, Suedia ATP World Tour 250 – Zgură (roșie) – 28S/32Q/16D Simplu - Dublu        | Albert Ramos-Viñolas 6–3, 6–4                           | Fernando Verdasco                  | David Ferrer Gastão Elias       | Dustin Brown Andrea Arnaboldi Facundo Bagnis João Sousa                              |
| 11 iulie     | SkiStar Swedish Open Båstad, Suedia ATP World Tour 250 – Zgură (roșie) – 28S/32Q/16D Simplu - Dublu        | Marcel Granollers David Marrero 6–2, 6–3                | Marcus Daniell Marcelo Demoliner   | David Ferrer Gastão Elias       | Dustin Brown Andrea Arnaboldi Facundo Bagnis João Sousa                              |
| 11 iulie     | Hall of Fame Tennis Championship Newport, SUA ATP World Tour 250 – Iarbă – 32S/32Q/16D Simplu - Dublu      | Ivo Karlović 6–7(2–7), 7–6(7–5), 7–6(14–12)             | Gilles Müller                      | Donald Young Marcus Baghdatis   | Steve Johnson Adrian Mannarino Dudi Sela Marco Chiudinelli                           |
| 11 iulie     | Hall of Fame Tennis Championship Newport, SUA ATP World Tour 250 – Iarbă – 32S/32Q/16D Simplu - Dublu      | Sam Groth Chris Guccione 6–4, 6–3                       | Jonathan Marray Adil Shamasdin     | Donald Young Marcus Baghdatis   | Steve Johnson Adrian Mannarino Dudi Sela Marco Chiudinelli                           |
| 18 iulie     | Citi Open Washington, SUA ATP World Tour 500 – Dură – 48S/16Q/16D Simplu - Dublu                           | Gaël Monfils 5–7, 7–6(8–6), 6–4                         | Ivo Karlović                       | Steve Johnson Alexander Zverev  | John Isner Jack Sock Benoît Paire Sam Querrey                                        |
| 18 iulie     | Citi Open Washington, SUA ATP World Tour 500 – Dură – 48S/16Q/16D Simplu - Dublu                           | Daniel Nestor Édouard Roger-Vasselin 7–6(7–3), 7–6(7–4) | Łukasz Kubot Alexander Peya        | Steve Johnson Alexander Zverev  | John Isner Jack Sock Benoît Paire Sam Querrey                                        |
| 18 iulie     | Suisse Open Gstaad Gstaad, Elveția ATP World Tour 250 – Zgură (roșie) – 28S/32Q/16D Simplu - Dublu         | c Feliciano López 6–4, 7–5                              | Robin Haase                        | Dustin Brown Paul-Henri Mathieu | Elias Ymer Mikhail Youzhny Albert Ramos-Viñolas Thiago Monteiro                      |
| 18 iulie     | Suisse Open Gstaad Gstaad, Elveția ATP World Tour 250 – Zgură (roșie) – 28S/32Q/16D Simplu - Dublu         | Julio Peralta Horacio Zeballos 7–6(7–2), 6–2            | Mate Pavić Michael Venus           | Dustin Brown Paul-Henri Mathieu | Elias Ymer Mikhail Youzhny Albert Ramos-Viñolas Thiago Monteiro                      |
| 18 iulie     | Generali Open Kitzbühel Kitzbühel, Austria ATP World Tour 250 – Zgură (roșie) – 28S/26Q/16D Simplu - Dublu | Paolo Lorenzi 6–3, 6–4                                  | Nikoloz Basilashvili               | Gerald Melzer Dušan Lajović     | Jürgen Melzer Jan-Lennard Struff Adam Pavlásek Karen Khachanov                       |
| 18 iulie     | Generali Open Kitzbühel Kitzbühel, Austria ATP World Tour 250 – Zgură (roșie) – 28S/26Q/16D Simplu - Dublu | Wesley Koolhof Matwé Middelkoop 2–6, 6–3, [11–9]        | Dennis Novak Dominic Thiem         | Gerald Melzer Dušan Lajović     | Jürgen Melzer Jan-Lennard Struff Adam Pavlásek Karen Khachanov                       |
| 18 iulie     | Konzum Croatia Open Umag Umag, Croația ATP World Tour 250 – Zgură (roșie) – 28S/32Q/16D Simplu - Dublu     | Fabio Fognini 6–4, 6–1                                  | Andrej Martin                      | Gastão Elias Carlos Berlocq     | Pablo Carreño Busta Damir Džumhur Jérémy Chardy João Sousa                           |
| 18 iulie     | Konzum Croatia Open Umag Umag, Croația ATP World Tour 250 – Zgură (roșie) – 28S/32Q/16D Simplu - Dublu     | Martin Kližan David Marrero 6–4, 6–2                    | Nikola Mektić Antonio Šančić       | Gastão Elias Carlos Berlocq     | Pablo Carreño Busta Damir Džumhur Jérémy Chardy João Sousa                           |
| 25 iulie     | Rogers Cup Toronto, Canada ATP World Tour Masters 1000 – Dură – 56S/24Q/24D Simplu - Dublu                 | Novak Djokovic 6–3, 7–5                                 | Kei Nishikori                      | Gaël Monfils Stan Wawrinka      | Tomáš Berdych Milos Raonic Grigor Dimitrov Kevin Anderson                            |
| 25 iulie     | Rogers Cup Toronto, Canada ATP World Tour Masters 1000 – Dură – 56S/24Q/24D Simplu - Dublu                 | Ivan Dodig Marcelo Melo 6–4, 6–4                        | Jamie Murray Bruno Soares          | Gaël Monfils Stan Wawrinka      | Tomáš Berdych Milos Raonic Grigor Dimitrov Kevin Anderson                            |

### August
| Săptămâna cu           | Turneu                                                                                                  | Campioni                                                    | Finaliști                                  | Semifinaliști                          | Semifinaliști                     | Sfertfinaliști                                                      |
| ---------------------- | --- | ----------------------------------------------------------- | ------------------------------------------ | -------------------------------------- | --------------------------------- | ------------------------------------------------------------------- |
| 1 august               | BB&T Atlanta Open Atlanta, SUA ATP World Tour 250 – Dură – 28S/32Q/16D Simplu - Dublu                   | Nick Kyrgios 7–6(7–3), 7–6(7–4)                             | John Isner                                 | Reilly Opelka Yoshihito Nishioka       | Reilly Opelka Yoshihito Nishioka  | Taylor Fritz Donald Young Horacio Zeballos Fernando Verdasco        |
| 1 august               | BB&T Atlanta Open Atlanta, SUA ATP World Tour 250 – Dură – 28S/32Q/16D Simplu - Dublu                   | Andrés Molteni Horacio Zeballos 7–6(7–2), 6–4               | Johan Brunström Andreas Siljeström         | Reilly Opelka Yoshihito Nishioka       | Reilly Opelka Yoshihito Nishioka  | Taylor Fritz Donald Young Horacio Zeballos Fernando Verdasco        |
| 8 august               | Jocurile Olimpice de vară Rio de Janeiro, Brazilia Dură – 64S/32D/16X Simplu – Dublu – Mixt             | Aur                                                         | Argint                                     | Bronz                                  | Locul 4                           | Sfertfinaliști                                                      |
| 8 august               | Jocurile Olimpice de vară Rio de Janeiro, Brazilia Dură – 64S/32D/16X Simplu – Dublu – Mixt             | Andy Murray 7–5, 4–6, 6–2, 7–5                              | Juan Martín del Potro                      | Kei Nishikori 6–2, 6–7(1–7), 6–3       | Rafael Nadal                      | Roberto Bautista Agut Thomaz Bellucci Gaël Monfils Steve Johnson    |
| 8 august               | Jocurile Olimpice de vară Rio de Janeiro, Brazilia Dură – 64S/32D/16X Simplu – Dublu – Mixt             | Rafael Nadal Marc López 6–2, 3–6, 6–4                       | Florin Mergea Horia Tecău                  | Steve Johnson Jack Sock 6–2, 6–4       | Daniel Nestor Vasek Pospisil      | Roberto Bautista Agut Thomaz Bellucci Gaël Monfils Steve Johnson    |
| 8 august               | Jocurile Olimpice de vară Rio de Janeiro, Brazilia Dură – 64S/32D/16X Simplu – Dublu – Mixt             | Bethanie Mattek-Sands Jack Sock 6–7(3–7), 6–1, [10–7]       | Venus Williams Rajeev Ram                  | Lucie Hradecká Radek Štěpánek 6–1, 7–5 | Sania Mirza Rohan Bopanna         | Roberto Bautista Agut Thomaz Bellucci Gaël Monfils Steve Johnson    |
| 8 august               | Claro Open Colombia Bogotá, Columbia ATP World Tour 250 – Dură – 28S/32Q/16D Simplu – Dublu             | Ivo Karlović 7–6(7–5), 6–2                                  | Feliciano López                            | Pablo Carreño Busta Dušan Lajović      | Pablo Carreño Busta Dušan Lajović | Julien Benneteau Santiago Giraldo Marcel Granollers Nicolás Almagro |
| 8 august               | Claro Open Colombia Bogotá, Columbia ATP World Tour 250 – Dură – 28S/32Q/16D Simplu – Dublu             | Purav Raja Divij Sharan 7–6(7–4), 7–6(7–3)                  | Jonathan Erlich Ken Skupski                | Pablo Carreño Busta Dušan Lajović      | Pablo Carreño Busta Dušan Lajović | Julien Benneteau Santiago Giraldo Marcel Granollers Nicolás Almagro |
| 15 august              | Western & Southern Open Cincinnati, SUA ATP World Tour Masters 1000 – Dură – 56S/28Q/24D Simplu – Dublu | Marin Čilić 6–4, 7–5                                        | Andy Murray                                | Milos Raonic Grigor Dimitrov           | Milos Raonic Grigor Dimitrov      | Bernard Tomic Dominic Thiem Borna Ćorić Steve Johnson               |
| 15 august              | Western & Southern Open Cincinnati, SUA ATP World Tour Masters 1000 – Dură – 56S/28Q/24D Simplu – Dublu | Ivan Dodig Marcelo Melo 7–6(7–5), 6–7(5–7), [10–6]          | Jean-Julien Rojer Horia Tecău              | Milos Raonic Grigor Dimitrov           | Milos Raonic Grigor Dimitrov      | Bernard Tomic Dominic Thiem Borna Ćorić Steve Johnson               |
| 22 august              | Winston-Salem Open Winston-Salem, SUA ATP World Tour 250 – Dură – 48S/32Q/16D Simplu – Dublu            | Pablo Carreño Busta 6–7(6–8), 7–6(7–1), 6–4                 | Roberto Bautista Agut                      | John Millman Viktor Troicki            | John Millman Viktor Troicki       | Richard Gasquet Andrey Kuznetsov Fernando Verdasco Lu Yen-hsun      |
| 22 august              | Winston-Salem Open Winston-Salem, SUA ATP World Tour 250 – Dură – 48S/32Q/16D Simplu – Dublu            | Guillermo García-López Henri Kontinen 4–6, 7–6(8–6), [10–8] | Andre Begemann Leander Paes                | John Millman Viktor Troicki            | John Millman Viktor Troicki       | Richard Gasquet Andrey Kuznetsov Fernando Verdasco Lu Yen-hsun      |
| 29 august 5 septembrie | US Open New York City, SUA Grand Slam $ – Dură 128S/128Q/64D/32X Simplu – Dublu – Mixt                  | Stan Wawrinka 6–7(1–7), 6–4, 7–5, 6–3                       | Novak Djokovic                             | Gaël Monfils Kei Nishikori             | Gaël Monfils Kei Nishikori        | Jo-Wilfried Tsonga Lucas Pouille Juan Martín del Potro Andy Murray  |
| 29 august 5 septembrie | US Open New York City, SUA Grand Slam $ – Dură 128S/128Q/64D/32X Simplu – Dublu – Mixt                  | Jamie Murray Bruno Soares 6–2, 6–3                          | Pablo Carreño Busta Guillermo García-López | Gaël Monfils Kei Nishikori             | Gaël Monfils Kei Nishikori        | Jo-Wilfried Tsonga Lucas Pouille Juan Martín del Potro Andy Murray  |
| 29 august 5 septembrie | US Open New York City, SUA Grand Slam $ – Dură 128S/128Q/64D/32X Simplu – Dublu – Mixt                  | Laura Siegemund Mate Pavić 6–4, 6–4                         | Coco Vandeweghe Rajeev Ram                 | Gaël Monfils Kei Nishikori             | Gaël Monfils Kei Nishikori        | Jo-Wilfried Tsonga Lucas Pouille Juan Martín del Potro Andy Murray  |

### Septembrie
| Săptămâna cu  | Turneu                                                                                           | Campioni                                                | Finaliști                                    | Semifinaliști                       | Sfertfinaliști                                                 |
| ------------- | ------------------------------------------------------------------------------------------------ | ------------------------------------------------------- | -------------------------------------------- | ----------------------------------- | -------------------------------------------------------------- |
| 12 septembrie | Cupa Davis Semifinale Glasgow, Marea Britanie – Dură (i) Zadar, Croația – Dură (i)               | Câștigătoarele din semifinale Argentina 3–2 Croația 3–2 | Învinsele din semifinale Regatul Unit Franța |                                     |                                                                |
| 19 septembrie | Moselle Open Metz, Franța ATP World Tour 250 – Dură (i) – 28S/32Q/16D Simplu – Dublu             | Lucas Pouille 7–6(7–5), 6–2                             | Dominic Thiem                                | Gilles Simon David Goffin           | Gilles Müller Malek Jaziri Julien Benneteau Nicolas Mahut      |
| 19 septembrie | Moselle Open Metz, Franța ATP World Tour 250 – Dură (i) – 28S/32Q/16D Simplu – Dublu             | Julio Peralta Horacio Zeballos 6–3, 7–6(7–4)            | Mate Pavić Michael Venus                     | Gilles Simon David Goffin           | Gilles Müller Malek Jaziri Julien Benneteau Nicolas Mahut      |
| 19 septembrie | St. Petersburg Open St. Petersburg, Rusia ATP World Tour 250 – Dură – 28S/32Q/16D Simplu – Dublu | Alexander Zverev 6–2, 3–6, 7–5                          | Stan Wawrinka                                | Roberto Bautista Agut Tomáš Berdych | Viktor Troicki João Sousa Paolo Lorenzi Mikhail Youzhny        |
| 19 septembrie | St. Petersburg Open St. Petersburg, Rusia ATP World Tour 250 – Dură – 28S/32Q/16D Simplu – Dublu | Dominic Inglot Henri Kontinen 4–6, 6–3, [12–10]         | Andre Begemann Leander Paes                  | Roberto Bautista Agut Tomáš Berdych | Viktor Troicki João Sousa Paolo Lorenzi Mikhail Youzhny        |
| 26 septembrie | Malaysian Open Kuala Lumpur, Malaezia ATP World Tour 250 – Dură (i) – 28S/16Q/16D Simplu – Dublu | Karen Khachanov 6−7(4−7), 7−6(7−3), 6−3                 | Albert Ramos-Viñolas                         | Grigor Dimitrov Viktor Troicki      | Dominic Thiem Diego Schwartzman Feliciano López Kevin Anderson |
| 26 septembrie | Malaysian Open Kuala Lumpur, Malaezia ATP World Tour 250 – Dură (i) – 28S/16Q/16D Simplu – Dublu | Raven Klaasen Rajeev Ram 7–6(7–2), 7–5                  | Pablo Carreño Busta Mariusz Fyrstenberg      | Grigor Dimitrov Viktor Troicki      | Dominic Thiem Diego Schwartzman Feliciano López Kevin Anderson |
| 26 septembrie | Shenzhen Open Shenzhen, China ATP World Tour 250 – Dură – 28S/32Q/16D Simplu – Dublu             | Tomáš Berdych 7−6(7−5), 6−7(2−7), 6–3                   | Richard Gasquet                              | Thomaz Bellucci Janko Tipsarević    | Jiří Veselý Bernard Tomic Mischa Zverev Malek Jaziri           |
| 26 septembrie | Shenzhen Open Shenzhen, China ATP World Tour 250 – Dură – 28S/32Q/16D Simplu – Dublu             | Fabio Fognini Robert Lindstedt 7–6(7–4), 6–3            | Oliver Marach Fabrice Martin                 | Thomaz Bellucci Janko Tipsarević    | Jiří Veselý Bernard Tomic Mischa Zverev Malek Jaziri           |

### Octombrie
| Săptămâna cu | Turneu | Campioni                                               | Finaliști                 | Semifinaliști               | Sfertfinaliști                                                |
| ------------ | --- | ------------------------------------------------------ | ------------------------- | --------------------------- | ------------------------------------------------------------- |
| 3 octombrie  | China Open Beijing, China ATP World Tour 500 – Dură – 32S/16Q/16D Simplu – Dublu                              | Andy Murray 6−4, 7−6(7−2)                              | Grigor Dimitrov           | David Ferrer Milos Raonic   | Kyle Edmund Alexander Zverev Pablo Carreño Busta Rafael Nadal |
| 3 octombrie  | China Open Beijing, China ATP World Tour 500 – Dură – 32S/16Q/16D Simplu – Dublu                              | Pablo Carreño Busta Rafael Nadal 6−7(6−8), 6−2, [10−8] | Jack Sock Bernard Tomic   | David Ferrer Milos Raonic   | Kyle Edmund Alexander Zverev Pablo Carreño Busta Rafael Nadal |
| 3 octombrie  | Rakuten Japan Open Tennis Championships Tokyo, Japonia ATP World Tour 500 – Dură – 32S/16Q/16D Simplu – Dublu | Nick Kyrgios 4−6, 6−3, 7−5                             | David Goffin              | Marin Čilić Gaël Monfils    | João Sousa Juan Mónaco Gilles Müller Ivo Karlović             |
| 3 octombrie  | Rakuten Japan Open Tennis Championships Tokyo, Japonia ATP World Tour 500 – Dură – 32S/16Q/16D Simplu – Dublu | Marcel Granollers Marcin Matkowski 6−2, 7−6(7−4)       | Raven Klaasen Rajeev Ram  | Marin Čilić Gaël Monfils    | João Sousa Juan Mónaco Gilles Müller Ivo Karlović             |
| 10 octombrie | Shanghai Rolex Masters Shanghai, China ATP World Tour Masters 1000 – Dură – 56S/28Q/24D Simplu – Dublu        | Andy Murray 7−6(7−1), 6−1                              | Roberto Bautista Agut     | Novak Djokovic Gilles Simon | Mischa Zverev Jo-Wilfried Tsonga Jack Sock David Goffin       |
| 10 octombrie | Shanghai Rolex Masters Shanghai, China ATP World Tour Masters 1000 – Dură – 56S/28Q/24D Simplu – Dublu        | Jack Sock John Isner 6−4, 6−4                          | Henri Kontinen John Peers | Novak Djokovic Gilles Simon | Mischa Zverev Jo-Wilfried Tsonga Jack Sock David Goffin       |
| 17 octombrie | Kremlin Cup Moscova, Rusia ATP World Tour 250 – Dură (i) – 28S/32Q/16D Simplu – Dublu                         | vs.                                                    | vs.                       | vs. · vs.                   | vs. · vs. · vs. · vs.                                         |
| 17 octombrie | Kremlin Cup Moscova, Rusia ATP World Tour 250 – Dură (i) – 28S/32Q/16D Simplu – Dublu                         | / vs. /                                                |                           | vs. · vs.                   | vs. · vs. · vs. · vs.                                         |
| 17 octombrie | If Stockholm Open Stockholm, Suedia ATP World Tour 250 – Dură (i) – 28S/32Q/16D Simplu – Dublu                | vs.                                                    | vs.                       | vs. · vs.                   | vs. · vs. · vs. · vs.                                         |
| 17 octombrie | If Stockholm Open Stockholm, Suedia ATP World Tour 250 – Dură (i) – 28S/32Q/16D Simplu – Dublu                | / vs. /                                                |                           | vs. · vs.                   | vs. · vs. · vs. · vs.                                         |
| 17 octombrie | European Open Antwerp, Belgia ATP World Tour 250 – Hard (i) – 28S/32Q/16D Singles Draw – Doubles Draw         | vs.                                                    | vs.                       | vs. · vs.                   | vs. · vs. · vs. · vs.                                         |
| 17 octombrie | European Open Antwerp, Belgia ATP World Tour 250 – Hard (i) – 28S/32Q/16D Singles Draw – Doubles Draw         | / · vs. · /                                            |                           | vs. · vs.                   | vs. · vs. · vs. · vs.                                         |
| 24 octombrie | Swiss Indoors Basel, Elveția ATP World Tour 500 – Dură (i) – 32S/16Q/16D Simplu – Dublu                       | vs.                                                    | vs.                       | vs. · vs.                   | vs. · vs. · vs. · vs.                                         |
| 24 octombrie | Swiss Indoors Basel, Elveția ATP World Tour 500 – Dură (i) – 32S/16Q/16D Simplu – Dublu                       | / vs. /                                                |                           | vs. · vs.                   | vs. · vs. · vs. · vs.                                         |
| 24 octombrie | Vienna Open Viena, Austria ATP World Tour 500 – Hard (i) – 32S/16Q/16D Singles Draw – Doubles Draw            | vs.                                                    | vs.                       | vs. · vs.                   | vs. · vs. · vs. · vs.                                         |
| 24 octombrie | Vienna Open Viena, Austria ATP World Tour 500 – Hard (i) – 32S/16Q/16D Singles Draw – Doubles Draw            | / · vs. · /                                            |                           | vs. · vs.                   | vs. · vs. · vs. · vs.                                         |
| 31 octombrie | BNP Paribas Masters Paris, Franța ATP World Tour Masters 1000 – Dură (i) – 48S/24Q/24D Simplu – Dublu         | vs. vs.                                                | vs. vs.                   | vs · vs                     | vs · vs · vs · vs                                             |
| 31 octombrie | BNP Paribas Masters Paris, Franța ATP World Tour Masters 1000 – Dură (i) – 48S/24Q/24D Simplu – Dublu         | / · vs · /                                             |                           | vs · vs                     | vs · vs · vs · vs                                             |

### Noiembrie
| Săptămâna cu | Turneu                                                                                          | Campioni                   | Finaliști                  | Semifinaliști              | Sfertfinaliști             |
| ------------ | ----------------------------------------------------------------------------------------------- | -------------------------- | -------------------------- | -------------------------- | -------------------------- |
| 7 noiembrie  | Nu sunt programate turnee.                                                                      | Nu sunt programate turnee. | Nu sunt programate turnee. | Nu sunt programate turnee. | Nu sunt programate turnee. |
| 14 noiembrie | Barclays ATP World Tour Finals TBD ATP World Tour Finals – Dură (i) – 8S/8D (RR) Simplu – Dublu |                            |                            |                            | Round Robin losers         |
| 14 noiembrie | Barclays ATP World Tour Finals TBD ATP World Tour Finals – Dură (i) – 8S/8D (RR) Simplu – Dublu |                            |                            |                            | Round Robin losers         |
| 21 noiembrie | Cupa Davis Finala · TBA                                                                         |                            |                            |                            |                            |

## Legături externe
- en Site web oficial